# Berzbuir
Berzbuir is een dorpje in de Duitse gemeente Düren, deelstaat Noordrijn-Westfalen, en telt 468 inwoners (31-12-2020). Het ligt ten zuid-zuidwesten van Düren op een heuveltop. Berzbuir en het aangrenzende Kufferath vormen samen één Ortsteil van de gemeente Düren.

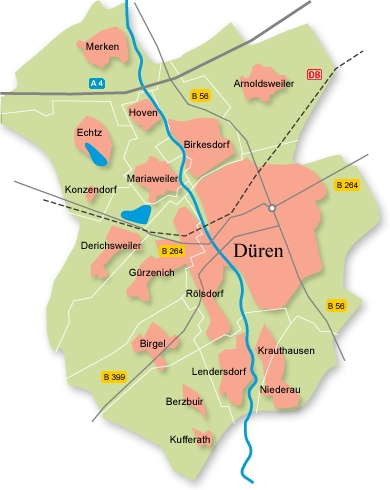
Kaart van de Ortsteile van Düren
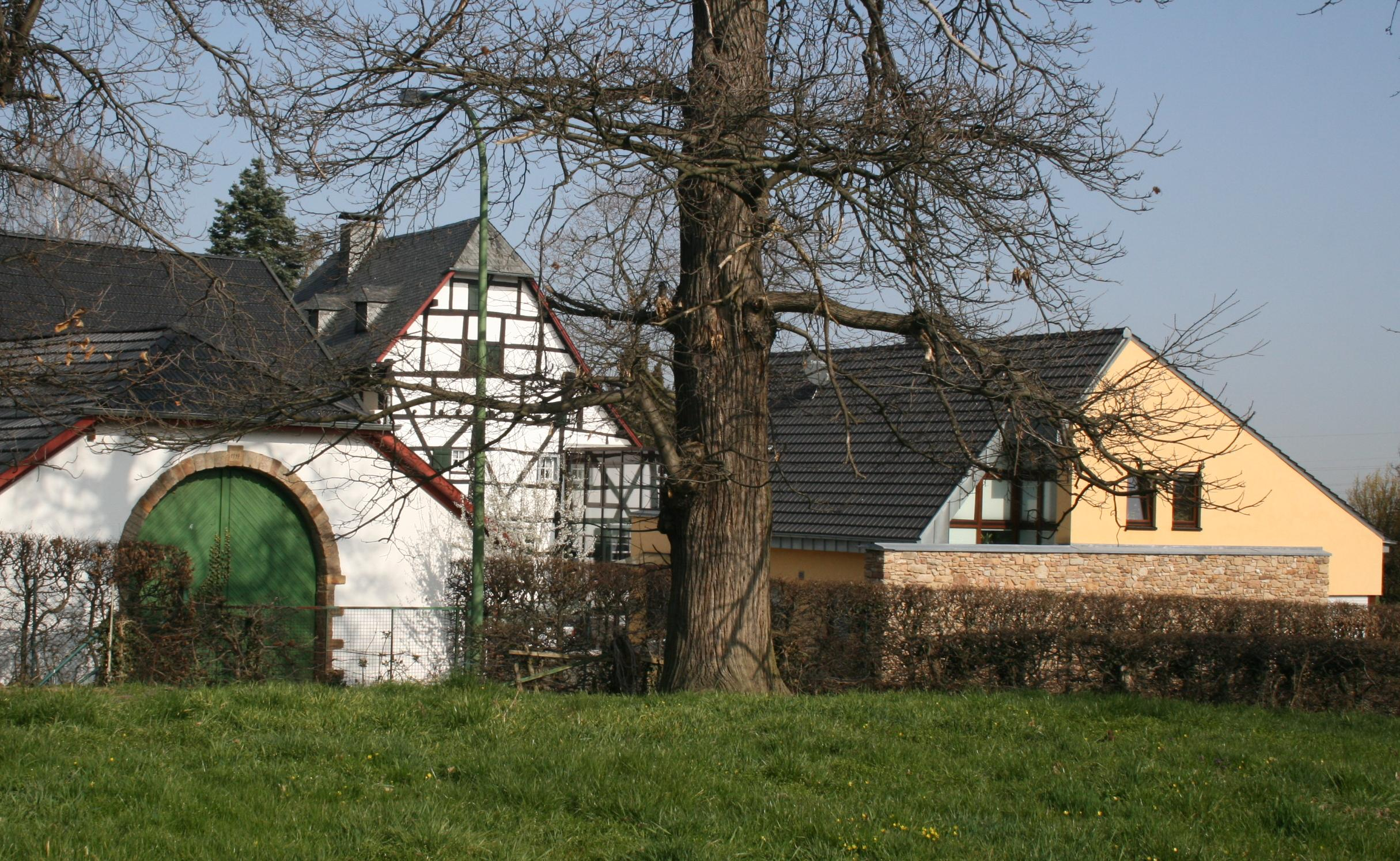
Bauschhof

De onder monumentenzorg staande Bauschhof bij het dorpje is een monumentale, wellicht reeds 16e-eeuwse boerderij.